# 三根信宏
三根 信宏（みね のぶひろ、1945年1月25日 - ）は、日本のギタリスト。

## 来歴・人物
- 1945年1月25日、歌手：ディック・ミネの三男として東京で生まれる。
- 1961年、平尾昌章が結成したバンドである「ボーイ・フレンド」に参加する。
- 1964年、井上宗孝とシャープ・ファイブに参加し、本格的な音楽活動を展開する。
  - シャープ・ファイブ参加時は数々のアルバムを発売。
- 1974年から1年間、アメリカ合衆国へ武者修行に出る。
- 1975年の帰国後は数々のライブステージへの出演、レコーディングやアルバムの制作、発売など精力的な音楽活動を行い、また、シャープ・ファイブとしての活動も再開するなど今日に至る。

## DVD
- 『伝説のギターリスト シャープファイブ 三根信宏 魅惑のライブDVD』（2007年3月10日発売）
- 『三根信宏 美しき世界』シリーズ（春の章、夏の章、秋の章、冬の章）（2005年発表）

## CD
- 『That' s Guitar 』（1995年）
- 『That' s MINE』（1992年）